# العلاقات الآيسلندية الوسط إفريقية
العلاقات الآيسلندية الوسط أفريقية هي العلاقات الثنائية التي تجمع بين آيسلندا وجمهورية أفريقيا الوسطى.

## مقارنة بين البلدين
هذه مقارنة عامة ومرجعية للدولتين:
| وجه المقارنة                                              | آيسلندا          | جمهورية أفريقيا الوسطى      |
| --------------------------------------------------------- | ---------------- | --------------------------- |
| المساحة (كم2)                                             | 103.00 ألف       | 622.98 ألف                  |
| عدد السكان (نسمة)                                         | 317.35 ألف       | 4.66 مليون                  |
| الكثافة السكانية (ن./كم²)                                 | 3.08             | 7.48                        |
| العاصمة                                                   | ريكيافيك         | بانغي                       |
| اللغة الرسمية                                             | اللغة الآيسلندية | لغة فرنسية، اللغة السانغوية |
| العملة                                                    | كرونة آيسلندية   | فرنك وسط أفريقي             |
| الناتج المحلي الإجمالي (بليون دولار)                      | 23.91 مليار      | 1.95 مليار                  |
| الناتج المحلي الإجمالي (تعادل القوة الشرائية) بليون دولار | 15.79 مليار      | 3.03 مليار                  |
| الناتج المحلي الإجمالي الاسمي للفرد دولار أمريكي          | 50.17 ألف        | 323                         |
| الناتج المحلي الإجمالي للفرد دولار أمريكي                 | 46.55 ألف        | 594                         |
| مؤشر التنمية البشرية                                      | 0.899            | 0.350                       |
| رمز المكالمات الدولي                                      | +354             | +236                        |
| رمز الإنترنت                                              | .is              | .cf                         |
| المنطقة الزمنية                                           | 00، أوروبا/لندن ‏ | ت ع م+01:00                 |

## منظمات دولية مشتركة
يشترك البلدان في عضوية مجموعة من المنظمات الدولية، منها:
| علم المنظمة | اسم المنظمة                               | تاريخ انضمام آيسلندا | تاريخ انضمام جمهورية أفريقيا الوسطى |
| ----------- | ----------------------------------------- | -------------------- | ----------------------------------- |
|             | مؤسسة التنمية الدولية                     | 19 مايو 1961         | 27 أغسطس 1963                       |
|             | يونسكو                                    | 8 يونيو 1964         | 11 نوفمبر 1960                      |
|             | وكالة ضمان الاستثمار متعدد الأطراف        | 25 سبتمبر 1998       | 8 سبتمبر 2000                       |
|             | الأمم المتحدة                             | 19 نوفمبر 1946       | 20 سبتمبر 1960                      |
|             | الفريق المعني برصد الأرض                  | ?                    | ?                                   |
|             | الاتحاد البريدي العالمي                   | ?                    | ?                                   |
|             | البنك الدولي للإنشاء والتعمير             | 27 ديسمبر 1945       | 10 يوليو 1963                       |
|             | الاتحاد الدولي للاتصالات                  | 1 أكتوبر 1906        | 2 ديسمبر 1960                       |
|             | منظمة حظر الأسلحة الكيميائية              | ?                    | ?                                   |
|             | مؤسسة التمويل الدولية                     | 20 يوليو 1956        | 1 أبريل 1991                        |
|             | المركز الدولي لتسوية المنازعات الاستشارية | 14 أكتوبر 1966       | 14 أكتوبر 1966                      |
|             | منظمة التجارة العالمية                    | ?                    | ?                                   |
|             | منظمة الشرطة الجنائية الدولية             | ?                    | ?                                   |

## وصلات خارجية
- موقع وزارة الخارجية الآيسلندية